# Harald Smith (militär)
Harald Sven William Smith, född 6 juli 1920 i Kristianstads stadsförsamling, Kristianstads län, död 21 maj 2000 i Danderyds församling, Stockholms län, var en svensk militär.

## Biografi
Smith, som var son till filosofie doktor William Smith, diplomerades från Handelshögskolan i Stockholm 1947. Han blev fänrik vid Svea artilleriregemente 1942 och löjtnant där 1944. Smith befordrades till kapten där 1950 och i generalstabskåren 1958. Han genomgick Krigshögskolan 1953–1955, var aspirant i generalstabskåren 1955–1957 och lärare vid Krigshögskolan och Militärhögskolan 1957–1964. Smith befordrades till major 1960, till överstelöjtnant 1963 och till överste 1965. Han blev chef för Artilleri- och ingenjörofficersskolan 1964, fick transport till Bodens artilleriregemente samma år och var vikarierande chef för Wendes artilleriregemente 1966. Smith blev tillförordnad ingenjör- och signalinspektör 1967 och ordinarie 1968. Han var sektionschef vid Södra militärområdesstaben 1970–1972, verksam vid Centre d'Études Industrielles i Genève 1972 och direktör inom Svenska Tobaks AB 1972–1977. Smith var ståthållare vid Kungliga Hovstaterna 1977–1991. Han blev riddare av Svärdsorden 1962, kommendör av samma orden 1968 och kommendör av första klassen 1972. Smith vilar på Galärvarvskyrkogården i Stockholm.